# Vysoký Újezd (powiat Benešov)
Vysoký Újezd – gmina w Czechach, w powiecie Benešov, w kraju środkowoczeskim.
1 stycznia 2023 gminę zamieszkiwały 192 osoby, a ich średni wiek wynosił 46,5 lat.